# 第66回国民体育大会サッカー競技
第66回国民体育大会サッカー競技（だい66かい こくみんたいいくたいかい サッカーきょうぎ）は、2011年10月2日から10月6日に山口県で開催された第66回国民体育大会（おいでませ!山口国体）のサッカー競技である。

## レギュレーション
出典：
成年男子・女子・少年男子 共通
- 各都道府県において、単独・補強・選抜のいずれかの方法により都道府県代表チームを編成する。
- 全国9地域サッカー協会が予選大会を実施し、以下の出場枠に基づいて代表チームを選抜する。
  - 北海道：各1チーム
  - 東北：成年男子・女子=各1チーム、少年男子=3チーム
  - 関東：成年男子・女子=各3チーム、少年男子=4チーム
  - 北信越：各2チーム
  - 東海：成年男子・女子=各1チーム、少年男子=2チーム
  - 近畿：成年男子・女子=各2チーム、少年男子=3チーム
  - 中国：成年男子・女子=各1チーム、少年男子=2チーム
  - 四国：各2チーム
  - 九州：成年男子・女子=各2チーム、少年男子=4チーム
  - 開催県（山口県）：各1チーム

- 試合は70分（前後半35分）でハーフタイム10分。勝敗が決しないときは10分ハーフの延長戦を実施し、なお決しないときはPK戦により次回戦に進出するチームを決定する。
  - 3位決定戦及び決勝戦においては、延長戦において勝敗が決しなかった場合、両チームを3位あるいは優勝とする。

成年男子
- 平成6年（1994年）12月31日以前に生まれた者（開催年の1月1日時点で満17歳以上）が参加できる。なお、高校2・3年生の登録できる人数は5名以内とする。
- ベンチ入りは監督と選手15名以内（ただし、監督が選手を兼ねることが出来る）

女子
- 中学3年生を含む、平成9年（1994年）4月1日以前に生まれた者（開催年の4月2日時点で満14歳以上）が参加できる。
- ベンチ入りは監督と選手15名以内（ただし、監督が選手を兼ねることが出来る）

少年男子
- 中学3年生を含む平成9年（1997年）4月1日以前に生まれた者から平成7年（1995年）1月1日以降に生まれた者が参加できる。
- ベンチ入りは監督と選手16名以内

## 試合会場
下関市（成年男子）
- 下関市営下関陸上競技場
- 乃木浜総合公園多目的グラウンドA・B

山陽小野田市（女子・少年男子）
- おのだサッカー交流公園サッカー場
- おのだサッカー交流公園多目的スポーツ広場

山口市（女子・少年男子）
- 山口きらら博記念公園サッカー・ラグビー場
- 山口きらら博記念公園スポーツ広場

## 成年男子

### 1回戦（成年男子）
| 2011年10月2日 【1】 | 秋田県                                                            | 4 - 0    | 福井県 | 下関市                         |
| 10:00               | - 小笠原正樹 24分 - 新里彰平 27分 - 富樫豪 68分 - 三浦俊輔 70+2分 | レポート |        | 競技場: 下関市営下関陸上競技場 |

| 2011年10月2日 【2】 | 新潟県                            | 4 - 0    | 静岡県 | 下関市                                  |
| 10:00               | - 植田雅之 10分, 56分, 64分, 66分 | レポート |        | 競技場: 乃木浜総合公園多目的グラウンドA |

| 2011年10月2日 【3】 | 宮崎県                            | 3 - 2    | 東京都                            | 下関市                         |
| 12:00               | - 村山充 10分, 28分 - 神田傑 33分 | レポート | - 中川靖章 33分 - 岡元思帆 70+1分 | 競技場: 下関市営下関陸上競技場 |

| 2011年10月2日 【4】 | 徳島県 | 0 - 5    | 神奈川県                                                                          | 下関市                                  |
| 10:00               |        | レポート | - 土屋健太郎 22分 - 廣川一樹 26分 - 鳥毛雄一 44分 - 伊吹丈児 58分 - 平川正城 65分 | 競技場: 乃木浜総合公園多目的グラウンドB |

| 2011年10月2日 【5】 | 広島県                                            | 4 - 1    | 大阪府          | 下関市                                  |
| 14:00               | - 宮原大輔 35分 - 武内渉 52分 - 米澤謙 65分, 68分 | レポート | - 坂本勇一 26分 | 競技場: 乃木浜総合公園多目的グラウンドA |

| 2011年10月2日 【6】 | 北海道        | 2 - 1    | 京都府                        | 下関市                                  |
| 14:00               | - 伊藤心 24分 | レポート | - 中筋誠 35分 - 葛島崇繕 65分 | 競技場: 乃木浜総合公園多目的グラウンドB |

| 2011年10月2日 【7】 | 鹿児島県                                                        | 4 - 2    | 山口県                          | 下関市                                  |
| 12:00               | - 野林涼 35+1分 - 福田晃斗 45分 - 木村俊喜 46分 - 小谷健悟 50分 | レポート | - 中山元気 21分 - 福原康太 64分 | 競技場: 乃木浜総合公園多目的グラウンドA |

| 2011年10月2日 【8】 | 愛媛県                          | 2 - 1 (延長) | 千葉県          | 下関市                                  |
| 12:00               | - 中原大志 33分 - 北森陽介 89分 | レポート     | - 岩澤大介 61分 | 競技場: 乃木浜総合公園多目的グラウンドB |

### 準々決勝（成年男子）
| 2011年10月3日 【9】 | 秋田県                              | 3 - 0    | 新潟県 | 下関市                                  |
| 11:00               | - 富樫豪 11分, 38分 - 片山直哉 33分 | レポート |        | 競技場: 乃木浜総合公園多目的グラウンドA |

| 2011年10月3日 【10】 | 宮崎県          | 1 - 3    | 神奈川県                                        | 下関市                                  |
| 11:00                | - 徳重翔大 38分 | レポート | - 近藤慎吾 42分 - 金子洋介 44分 - 工藤隼人 51分 | 競技場: 乃木浜総合公園多目的グラウンドB |

| 2011年10月3日 【11】 | 広島県       | 1 - 1 (延長) (4 - 3 PK戦) | 京都府            | 下関市                                  |
| 13:30                | - 山坂亮 7分 | レポート                  | - 中野大輔 70+1分 | 競技場: 乃木浜総合公園多目的グラウンドB |

| 2011年10月3日 【12】 | 鹿児島県                                | 3 - 0    | 愛媛県 | 下関市                                  |
| 13:30                | - 岡田翔平 35+1分, 70+4分 - 43分 (o.g.) | レポート |        | 競技場: 乃木浜総合公園多目的グラウンドA |

### 準決勝（成年男子）
| 2011年10月4日 【13】 | 秋田県                          | 2 - 0    | 神奈川県 | 下関市                         |
| 11:00                | - 富樫豪 35+1分 - 小澤竜己 38分 | レポート |          | 競技場: 下関市営下関陸上競技場 |

| 2011年10月4日 【14】 | 広島県 | 0 - 3    | 鹿児島県                                        | 下関市                         |
| 13:30                |        | レポート | - 粕川正樹 24分 - 小谷健悟 47分 - 坂井達弥 59分 | 競技場: 下関市営下関陸上競技場 |

### 3位決定戦（成年男子）
| 神奈川県 | 0 - 2    | 広島県                      |
| -------- | -------- | --------------------------- |
|          | レポート | - 武内渉 25分 - 炭廣翔 28分 |

### 決勝（成年男子）
| 秋田県 | 0 - 1    | 鹿児島県        |
| ------ | -------- | --------------- |
|        | レポート | - 粕川正樹 64分 |

## 女子

### 1回戦（女子）
| 2011年10月3日 【1】 | 千葉県                                            | 3 - 2 (延長) | 徳島県                | 山口市                                           |
| 10:00               | - 堀口佳織 33分 - 花桐なおみ 69分 - 米本奈緒 88分 | レポート     | - 小森碧伊 44分, 66分 | 競技場: 山口きらら博記念公園サッカー・ラグビー場 |

| 2011年10月3日 【2】 | 福井県 | 0 - 5    | 鹿児島県                                                                      | 山口市                                   |
| 10:00               |        | レポート | - 布志木香帆 36分, 43分 - 布施香菜子 25分 - 工藤早和子 27分 - 松岡沙由理 63分 | 競技場: 山口きらら博記念公園スポーツ広場 |

| 2011年10月3日 【3】 | 北海道 | 0 - 1 (延長) | 宮城県          | 山陽小野田市                             |
| 10:00               |        | レポート     | - 道上彩花 87分 | 競技場: おのだサッカー交流公園サッカー場 |

| 2011年10月3日 【4】 | 福岡県                                                  | 4 - 4 (延長) (3 - 4 PK戦) | 山梨県                                                   | 山陽小野田市                             |
| 12:00               | - 友田菜月 19分, 39分 - 古本沙耶香 32分 - 福沢未都 57分 | レポート                  | - 高橋千鶴 7分 - 上原亜梨紗 19分, 24分 - 小林映里奈 59分 | 競技場: おのだサッカー交流公園サッカー場 |

| 2011年10月3日 【5】 | 三重県 | 0 - 1    | 大阪府            | 山口市                                   |
| 12:00               |        | レポート | - 虎尾直美 70+1分 | 競技場: 山口きらら博記念公園スポーツ広場 |

| 2011年10月3日 【6】 | 愛媛県                | 2 - 0    | 山口県 | 山口市                                           |
| 12:00               | - 春山沙織 12分, 41分 | レポート |        | 競技場: 山口きらら博記念公園サッカー・ラグビー場 |

| 2011年10月3日 【7】 | 新潟県                                                                        | 6 - 1    | 茨城県          | 山口市                                           |
| 14:00               | - 上尾野辺めぐみ 2分 - 中村楓 9分, 33分 - 鳥海麻衣 50分, 60分 - 中村早樹 51分 | レポート | - 瀬戸口梢 59分 | 競技場: 山口きらら博記念公園サッカー・ラグビー場 |

| 2011年10月3日 【8】 | 兵庫県 | 0 - 1 (延長) | 岡山県          | 山口市                                   |
| 14:00               |        | レポート     | - 西川明花 74分 | 競技場: 山口きらら博記念公園スポーツ広場 |

### 準々決勝（女子）
| 2011年10月4日 【9】 | 千葉県                                            | 3 - 2    | 鹿児島県                              | 山口市                                           |
| 10:00               | - 島田綾子 20分 - 山崎和歌菜 46分 - 米本奈緒 59分 | レポート | - 假屋麻衣子 67分 - 布志木香帆 70+2分 | 競技場: 山口きらら博記念公園サッカー・ラグビー場 |

| 2011年10月4日 【10】 | 宮城県                          | 2 - 2 (延長) (5 - 6 PK戦) | 山梨県                          | 山口市                                   |
| 10:00                | - 権野貴子 12分 - 道上彩花 58分 | レポート                  | - 桜井みゆき 39分 - 井口祥 46分 | 競技場: 山口きらら博記念公園スポーツ広場 |

| 2011年10月4日 【11】 | 大阪府                                                              | 4 - 1    | 愛媛県         | 山口市                                           |
| 12:00                | - 虎尾直美 31分 - 島村裕子 34分 - 濱本まりん 41分 - 奥田亜希子 61分 | レポート | - 丸形梨恵 9分 | 競技場: 山口きらら博記念公園サッカー・ラグビー場 |

| 2011年10月4日 【12】 | 新潟県 | 0 - 1 (延長) | 岡山県            | 山口市                                   |
| 12:00                |        | レポート     | - 野間文美加 75分 | 競技場: 山口きらら博記念公園スポーツ広場 |

### 準決勝（女子）
| 2011年10月5日 【13】 | 千葉県                              | 2 - 1    | 山梨県        | 山口市                                           |
| 11:00                | - 米本奈緒 35+1分 - 山崎和歌菜 57分 | レポート | - 大島稀 29分 | 競技場: 山口きらら博記念公園サッカー・ラグビー場 |

| 2011年10月5日 【14】 | 大阪府            | 1 - 1 (延長) (4 - 1 PK戦) | 岡山県          | 山口市                                           |
| 13:30                | - 奥田亜希子 67分 | レポート                  | - 高橋千帆 54分 | 競技場: 山口きらら博記念公園サッカー・ラグビー場 |

### 3位決定戦（女子）
| 山梨県 | 0 - 5    | 岡山県                                                       |
| ------ | -------- | ------------------------------------------------------------ |
|        | レポート | - 西川明花 2分, 21分, 35分 - 高橋千帆 35+1分 - 尾山沙希 54分 |

### 決勝（女子）
| 千葉県 | 0 - 1    | 大阪府         |
| ------ | -------- | -------------- |
|        | レポート | - 平野聡子 7分 |

## 少年男子

### 1回戦（少年男子）
| 2011年10月2日 【1】 | 山梨県                        | 2 - 0    | 福島県 | 山陽小野田市                                      |
| 14:00               | - 渡辺雅樹 35分 - 翁長聖 58分 | レポート |        | 競技場: おのだサッカー交流公園多目的スポーツ広場A |

| 2011年10月2日 【2】 | 千葉県                                                          | 5 - 2    | 石川県                            | 山陽小野田市                                      |
| 14:00               | - 7分 (o.g.) - 宮澤弘 8分, 20分 - 青木亮太 49分 - 秋山陽介 57分 | レポート | - 加瀬夢三史 53分 - 仲谷将樹 59分 | 競技場: おのだサッカー交流公園多目的スポーツ広場B |

| 2011年10月2日 【3】 | 岡山県                           | 2 - 0    | 岩手県 | 山陽小野田市                                      |
| 10:00               | - 大塚光一郎 6分 - 伊東佑磨 52分 | レポート |        | 競技場: おのだサッカー交流公園多目的スポーツ広場A |

| 2011年10月2日 【4】 | 愛知県          | 1 - 0    | 京都府 | 山陽小野田市                                      |
| 10:00               | - 北川柊斗 29分 | レポート |        | 競技場: おのだサッカー交流公園多目的スポーツ広場B |

| 2011年10月2日 【5】 | 新潟県 | 0 - 3    | 大分県                                     | 山陽小野田市                                      |
| 12:00               |        | レポート | - 高田和弥 6分 - 安藤翼 24分 - 46分 (o.g.) | 競技場: おのだサッカー交流公園多目的スポーツ広場A |

| 2011年10月2日 【6】 | 静岡県                              | 3 - 0    | 沖縄県 | 山陽小野田市                                      |
| 12:00               | - 中野誠也 4分, 39分 - 金原唯斗 7分 | レポート |        | 競技場: おのだサッカー交流公園多目的スポーツ広場B |

| 2011年10月2日 【7】 | 埼玉県 | 0 - 0 (延長) (2 - 4 PK戦) | 青森県 | 山陽小野田市                             |
| 10:00               |        | レポート                  |        | 競技場: おのだサッカー交流公園サッカー場 |

| 2011年10月2日 【8】 | 福岡県                          | 2 - 1    | 山口県          | 山陽小野田市                             |
| 12:00               | - 中島賢星 24分 - 中井栞吏 70分 | レポート | - 棟久佳弘 51分 | 競技場: おのだサッカー交流公園サッカー場 |

### 2回戦（少年男子）
| 2011年10月3日 【9】 | 東京都                                                                | 5 - 1    | 香川県        | 山陽小野田市                                      |
| 9:30                | - 安西幸輝 10分 - 高木大輔 12分 - 菅嶋弘希 27分, 38分 - 川上翔平 61分 | レポート | - 藤谷匠 43分 | 競技場: おのだサッカー交流公園多目的スポーツ広場A |

| 2011年10月3日 【10】 | 山梨県 | 0 - 3    | 千葉県                              | 山陽小野田市                                      |
| 9:30                 |        | レポート | - 小林大地 27分, 32分 - 宮澤弘 57分 | 競技場: おのだサッカー交流公園多目的スポーツ広場B |

| 2011年10月3日 【11】 | 岡山県                      | 2 - 3    | 愛知県                                         | 山陽小野田市                                      |
| 11:30                | - 26分 (o.g.) - 笹倉蓮 34分 | レポート | - 伊藤昌記 6分 - 石川大貴 19分 - 北川柊斗 27分 | 競技場: おのだサッカー交流公園多目的スポーツ広場A |

| 2011年10月3日 【12】 | 広島県                                                      | 4 - 0    | 北海道 | 山陽小野田市                                      |
| 11:30                | - 清谷陸 46分 - 川辺駿 59分 - 大谷尚輝 62分 - 越智大和 70分 | レポート |        | 競技場: おのだサッカー交流公園多目的スポーツ広場B |

| 2011年10月3日 【13】 | 兵庫県 | 0 - 1    | 宮崎県        | 山陽小野田市                                      |
| 13:30                |        | レポート | - 甲斐匠 52分 | 競技場: おのだサッカー交流公園多目的スポーツ広場A |

| 2011年10月3日 【14】 | 大分県 | 0 - 1    | 静岡県          | 山陽小野田市                                      |
| 13:30                |        | レポート | - 中野誠也 39分 | 競技場: おのだサッカー交流公園多目的スポーツ広場B |

| 2011年10月3日 【15】 | 青森県                                             | 4 - 1    | 福岡県        | 山陽小野田市                                      |
| 15:30                | - 飯島諒 8分, 34分 - 臼井将太 16分 - 橋本峻弥 23分 | レポート | - 44分 (o.g.) | 競技場: おのだサッカー交流公園多目的スポーツ広場A |

| 2011年10月3日 【16】 | 高知県                                | 3 - 4    | 大阪府                                                        | 山陽小野田市                                      |
| 15:30                | - 久米秀人 14分 - 梶山勝矢 50分, 63分 | レポート | - 平田翔 13分 - 大津耀誠 36分 - 白岩海斗 46分 - 平田昌規 66分 | 競技場: おのだサッカー交流公園多目的スポーツ広場B |

### 準々決勝（少年男子）
| 2011年10月4日 【17】 | 東京都 | 0 - 1    | 千葉県         | 山口市                                           |
| 14:00                |        | レポート | - 青木亮太 7分 | 競技場: 山口きらら博記念公園サッカー・ラグビー場 |

| 2011年10月4日 【18】 | 愛知県                                                      | 4 - 4 (延長) (3 - 5 PK戦) | 広島県                                          | 山口市                                   |
| 14:00                | - 伊藤昌記 26分 - 中島康輔 41分 - 宮市剛 54分 - 70分 (o.g.) | レポート                  | - 2分 (o.g.) - 越智大和 5分, 21分 - 川辺駿 58分 | 競技場: 山口きらら博記念公園スポーツ広場 |

| 2011年10月4日 【19】 | 宮崎県 | 0 - 4    | 静岡県                                                 | 山陽小野田市                             |
| 10:00                |        | レポート | - 中野誠也 4分 - 田口史也 35分 - 土居柊太 65分, 70+2分 | 競技場: おのだサッカー交流公園サッカー場 |

| 2011年10月4日 【20】 | 青森県 | 0 - 1    | 大阪府        | 山陽小野田市                             |
| 12:00                |        | レポート | - 平田翔 17分 | 競技場: おのだサッカー交流公園サッカー場 |

### 準決勝（少年男子）
| 2011年10月5日 【21】 | 千葉県                                             | 4 - 1    | 広島県          | 山陽小野田市                             |
| 11:00                | - 森永卓 1分 - 宮澤弘 35分, 63分 - 石田雅俊 70+3分 | レポート | - 越智大和 25分 | 競技場: おのだサッカー交流公園サッカー場 |

| 2011年10月5日 【22】 | 静岡県                                        | 3 - 1    | 大阪府          | 山陽小野田市                             |
| 13:30                | - 北川滉平 3分 - 佐藤飛天 5分 - 中野誠也 37分 | レポート | - 薮内健人 62分 | 競技場: おのだサッカー交流公園サッカー場 |

### 3位決定戦（少年男子）
| 広島県                                                          | 4 - 3    | 大阪府                                        |
| --------------------------------------------------------------- | -------- | --------------------------------------------- |
| - 越智大和 22分 - 宮原和也 42分 - 川辺駿 52分 - 大谷尚輝 70+3分 | レポート | - 魚里直哉 23分 - 薮内健人 31分 - 丸岡満 65分 |

### 決勝（少年男子）
| 千葉県 | 0 - 0 (延長) （両県優勝） | 静岡県 |
| ------ | ------------------------- | ------ |
|        | レポート                  |        |